# Kommunalwahlen in Sachsen 2008
Am 23. Januar 2008 wurde das Gesetz zur Neugliederung des Gebietes der Landkreise des Freistaates Sachsen und zur Änderung anderer Gesetze vom Sächsischen Landtag beschlossen. Nach diesem fanden die ersten Kreistags- und Landratswahlen (Kreiswahlen) für die neu zu bildenden zehn Landkreise am 8. Juni 2008 statt.

## Ergebnis
Das endgültige amtliche Landesendergebnis der Kreistagswahl in Sachsen am 8. Juni 2008 lautet:
| Partei                        | Prozent (Veränderung zu 2004) |
| ----------------------------- | ----------------------------- |
| CDU Sachsen                   | 39,5 (−4,4)                   |
| Die Linke                     | 18,7 (−1,1)                   |
| Freie Wähler                  | 12,1 (+2,2)                   |
| SPD Sachsen                   | 11,5 (−0,2)                   |
| Freie Demokratische Partei    | 8,3 (+0,8)                    |
| NPD Sachsen                   | 5,1 (+3,7)                    |
| Bündnis 90/Die Grünen Sachsen | 3,1 (−0,3)                    |
| Deutsche Soziale Union        | 1,5 (−0,7)                    |